# Yasin Houicha
Yasin Houicha (geboren in Grigny) ist ein französischer Schauspieler.

## Leben
Der aus dem Pariser Vorort Grigny stammende Houicha wuchs im Neubauviertel La Grande Borne auf. Dort besuchte er zunächst die Grundschule (École élémentaire publique) Le Belier und wechselte anschließend an das Cóllège Jean Vilar. Seine schulische Ausbildung schloss er mit einem Baccalauréat professionnel im Bereich Vertrieb ab. Houicha interessierte sich bereits während der Schulzeit für das Theater und kam 2013 zu 1000 visages, einer Vereinigung, die insbesondere junge Talente aus den Banlieues fördert. Im Jahr 2014 erhielt er eine erste Filmrolle im Kurzfilm Règlement de conte von Fatma Benyoub. Es folgten weitere Rollen in Kurzfilmen wie Caramel surprise von Fairouz M’silti oder F430 von Yassine Qnia.
Große Bekanntheit erreichte er durch seine Rolle des Samir im 2015 produzierten Spielfilm Divines von Houda Benyamina. Bei den Festspielen von Cannes 2016 wurde Divines als bester Debütfilm mit der Caméra d’Or ausgezeichnet. Dem Fernsehpublikum wurde Houicha durch die Hauptrolle des Shams in der 2016 auf Arte ausgestrahlten Mini-Serie Cannabis von Lucie Borleteau bekannt. Im Mai 2017 stand er in Paris im Theater La Loge im Stück #JeSuisLeProchain von Mickaël Délis auf der Bühne. Das Stück wurde danach auch im Pariser Theater Grand Parquet aufgeführt.

## Filmografie (Auswahl)
- 2014: Règlement de conte (Kurzfilm)
- 2016: Cannabis (TV-Miniserie)
- 2015: Caramel surprise (Kurzfilm)
- 2015: Poivrons rouges (Kurzfilm)
- 2015: Marianne (Mittellangfilm)
- 2015: Bleu PD (Kurzfilm)
- 2015: Divines
- 2015: F430 (Kurzfilm)
- 2016: Le princes de la ville
- 2017: Djenn Yema (Kurzfilm)
- 2017: Die brillante Mademoiselle Neïla (Le brio)
- 2017: Alex Hugo épisode celle qui pardonne
- 2017: Tout ce qu’il me reste de la revolution
- 2017: Le dernier vide grenier de claire darling
- 2018: Der Flohmarkt von Madame Claire (La dernière folie de Claire Darling)
- 2018: Sauver ou périr
- 2019: Was mir von der Revolution geblieben ist (Tout ce qu’il me reste de la révolution)
- 2019: Papicha – Der Traum von Freiheit (Papicha)
- 2019: La bataille du rail
- 2020: Eine Frau mit berauschenden Talenten (La daronne)
- 2020: Forte
- 2021: Fragile (Azzedine "Az")
- 2023: À mon seul désir (Der Junge auf dem Junggesellenabschied)